# Maria de Habsburgo
Maria de Habsburgo, também conhecida como Maria da Hungria, da Áustria, de Espanha ou da Borgonha (Bruxelas,18 de setembro de 1505 — Cigales, 18 de outubro de 1558), foi rainha consorte de Luís II da Boêmia e Hungria e depois governadora dos Países Baixos para seu irmão, Carlos I de Espanha.

## Família
Maria nasceu em Bruxelas, filha de Filipe I de Castela, conhecido "o Belo", e de Joana de Castela, conhecida como "a Louca". Seus avós paternos eram Maximiliano I do Sacro Império Romano-Germânico e Maria, Duquesa da Borgonha. Seus avós maternos eram os Reis Católicos Fernando II de Aragão e Isabel I de Castela.
Era irmã mais nova Leonor da Áustria, Rainha de Portugal e de França, Carlos I de Espanha, Isabel da Áustria e Fernando I do Sacro Império Romano-Germânico, e uma irmã mais velha de Catarina de Habsburgo.

## Rainha da Boêmia e Hungria
Antes de completar um ano de idade, Maria foi prometida como esposa ao primeiro filho varão de Vladislau II da Boêmia e Hungria e de sua quarta consorte, Ana de Foix-Candale. Este menino nasceu em 1506 e se tornaria Luís II da Boêmia e Hungria. O casamento ocorreu em Buda, a 13 de janeiro de 1522.
Maria foi rainha da Boêmia e Hungria durante quatro anos e sete meses. A 29 de agosto de 1526, Luís foi morto na Batalha de Mohács enquanto liderava suas forças contra Solimão, o Magnífico, do Império Otomano. Eles não tinham filhos. As coroas unidas da Boêmia e da Hungria passaram para o irmão de Maria, Fernando, o qual era casado com a irmã de Luís, Ana da Boêmia e Hungria.
Apesar de seu casamento ter sido arranjado, Luís e Maria foram felizes juntos. Depois da morte do esposo, ela continuou a "pranteá-lo" até o fim de sua vida. Ela rejeitou todas as propostas de casamento e sempre usava o medalhão em forma de coração que seu esposo usou na batalha de Mohács.

## Governadora dos Países Baixos
Viúva e sem filhos aos 21 anos de idade, Maria refugia-se ao lado de seu irmão Carlos V, que logo lhe dá responsabilidades políticas. Sua tia paterna, Margarida de Habsburgo, morreu em 1 de dezembro de 1530, deixando vago o governo das Dezessete Províncias. Carlos então nomeou sua irmã como sucessora de Margarida nos Países Baixos. Ela permaneceu no cargo até 1555. Como recompensa a seu serviço, Carlos lhe deu o castelo de Binche, ao sul de Bruxelas. Ela o reconstruiu conscientemente de forma a rivalizar com o castelo de Fontainebleau; ele foi destruído pelas tropas de Henrique II da França em 1554, mas duas das quatro pinturas de Ticiano sobre o tema da punição de rebeldes, encomendadas em 1548 para Binche, estão conservadas no Museu do Prado, em Madri, Espanha. Ela foi sucedida por Emanuel Felisberto de Saboia.
Maria morreu em Cigales, na Espanha, oito meses depois de sua irmã Leonor e apenas algumas semanas depois de seu irmão Carlos V. Em seu testamento, pediu que seu medalhão de ouro em forma de coração, outrora de seu esposo, fosse fundido e distribuído entre os pobres.

Monograma Real da rainha.